# Аристарх Самофракийский
Аристарх Самофракийский (др.-греч. Ἀρίσταρχος; 216 до н. э.— 144 до н. э.) — греческий филолог, хранитель Александрийской библиотеки.
Самый знаменитый из плеяды александрийских филологов, в которую входили Зенодот Эфесский и Аристофан Византийский, ученик Аристарха. В своих трудах Аристофан во многом не соглашался с Зенодотом.
Среди множества его трудов особенно важными были издание (или два издания, диортосы) и комментарий к поэмам Гомера. Фрагменты этого комментария вместе с несколькими сотнями чтений Аристарха известны нам преимущественно из средневековых схолиев. Несмотря на фрагментарный и искажённый характер источника, можно сделать некоторые выводы о текстологической практике Аристарха. Большинство чтений Аристарха незначительно отличаются от других известных нам чтений, обычно не более чем на одно слово, часто — лишь на один-два знака. Он помечал как сомнительные (атетировал) многие строки Гомера, но лишь в единичных случаях исключал их из своего издания. Эти факты свидетельствуют об осторожности Аристарха. Одним из принципов его работы, как обычно считается, была идея «объяснять Гомера из Гомера», то есть в сомнительных случаях прибегать к принципу аналогии.
К середине II в. до н. э. в египетских папирусах с текстом Гомера происходит некоторая стандартизация. Если до этого момента в них часто встречались «лишние» строки или, наоборот, какие-то стихи отсутствовали, было много необычных разночтений, то с этого момента текст папирусных фрагментов, находимых современными археологами, приобретает примерно такой же вид, как и в средневековых рукописях гомеровских поэм. Эту стандартизацию текста учёные часто связывают с деятельностью Аристарха.
Имя Аристарха стало символом строгого и компетентного критика (ср. Зоил). В этом смысле в 1758 г. его употребляет Руссо в предисловии к «Письму о театральных зрелищах» по отношению к Дидро. В русском языке его употребили, например, юный Пушкин в стихотворении 1815 года «Моему Аристарху», Дмитрий Мережковский в «Старинных октавах» («Пусть хмурит брови Аристарх журнальный…»).